# Commentaires palis
 (mars 2025).

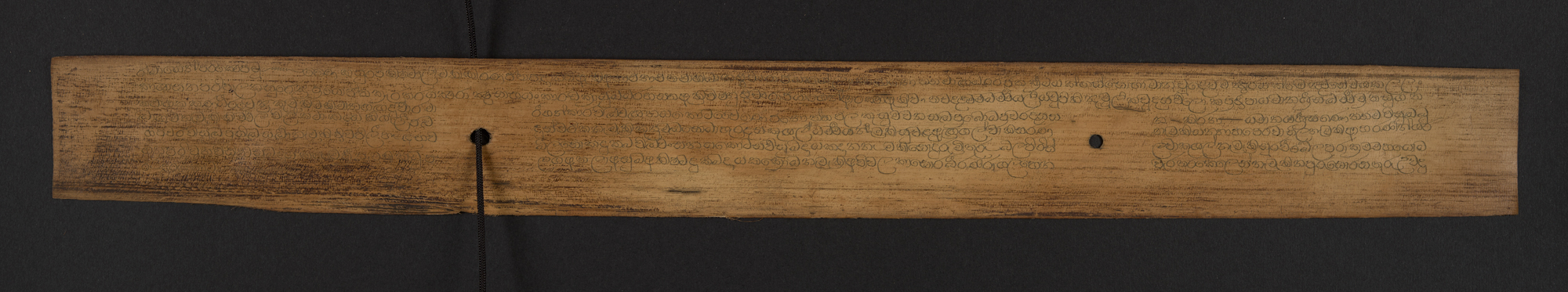
Feuillet d'un manuscrit contenant un aṭṭhakathā (commentaire) bilingue, avec texte pali et traduction en cinghalais. Sri Lanka, 1756. British Library, section des manuscrits orientaux.

Les commentaires palis (pali: aṭṭhakathā, récapitulatif du sens, exégèse) sont les commentaires en langue palie de textes du Tipitaka, à savoir l'ensemble des textes canoniques en usage dans le bouddhisme theravada.
La version actuelle date du Ve siècle, elle fut rédigée au Sri Lanka par des moines bouddhistes rattachés au Mahavihara (Grand Monastère) d'Anuradhapura, alors capitale de l'île.
La consultation des commentaires palis est indispensable à la compréhension des textes du Tipitaka, mais aucun d'eux n'a encore été traduit en français.

## Historique
Du vivant même du Bouddha, le besoin s'est fait sentir d'avoir des explications précises sur les mots utilisés dans l'enseignement. Certains sûtras du Tipitaka en témoignent, tels le Mahâvedallasutta dit par Sariputta, et le Cûḷavedallasutta formulé par la nonne Dhammadinnâ.
Ces explications se sont transmises, enrichies et complétées au fur et à mesure des années, sans que subsiste aujourd'hui le détail de cette évolution. Quand le bouddhisme arriva au Sri Lanka sous le règne du roi Devânampiya (-307 -267), il y amena le Tipitaka et ses commentaires palis, ces derniers étant alors traduits en cinghalais et peut-être mis par écrit dès cette époque. De ces commentaires cinghalais, qui continuèrent à s'enrichir, ne reste aucun texte, seulement quelques titres : Mahâatthakathâ, Mahâpaccarî et Kuruṇḍi.
À partir du Ve siècle, sous le règne du roi Mahânâma (412 - 434), Buddhaghosa et d'autres érudits firent une compilation en pali des commentaires cinghalais, composant ainsi les œuvres que nous connaissons aujourd'hui. Certains de ces commentaires furent eux-mêmes commentés, ce qui donna naissance à une littérature de sous-commentaires appelée ṭîkâ.

## Teneur des commentaires palis
Les commentaires palis expliquent mot à mot les textes qu'ils commentent, mais ne reprennent pas les mots déjà vus sauf si le contexte mérite une précision supplémentaire.
On y trouve
- la liste des sens possibles de chaque mot
- le sens convenant à chaque contexte
- des précisions grammaticales
- la description du cadre dans lequel s'est déroulée telle ou telle scène
- la raison pour laquelle tel ou tel événement s'est produit
- des explications doctrinales mettant en perspective les différentes parties des enseignements
- des anecdotes et de courtes fables pour illustrer le propos

Les commentaires renvoient au Visuddhimagga lorsque le point considéré y est traité.

## Liste des commentaires et de leurs auteurs
| Corbeille (piṭaka) | Texte                                                                       | Commentaire               | attribué à  |
| ------------------ | --------------------------------------------------------------------------- | ------------------------- | ----------- |
| Vinayapiṭaka       | Vinaya                                                                      | Samantapâsâdikâ           | Buddhaghosa |
| Vinayapiṭaka       | Pâtimokkha                                                                  | Khankhâvitaraṇî           | Buddhaghosa |
| Suttapiṭaka        | Dîgha Nikâya                                                                | Sumaṅgalavilâsinî         | Buddhaghosa |
| Suttapiṭaka        | Majjhima Nikâya                                                             | Papañcasûdanî             | Buddhaghosa |
| Suttapiṭaka        | Saṁyutta Nikâya                                                             | Sâratthappakâsinî         | Buddhaghosa |
| Suttapiṭaka        | Aṅguttara Nikâya                                                            | Manorathapûraṇî           | Buddhaghosa |
| Suttapiṭaka        | Khuddakapâṭha Suttanipâta                                                   | Paramatthajotikâ          | Buddhaghosa |
| Suttapiṭaka        | Dhammapada                                                                  | Dhammapada-aṭṭhakathâ     | Buddhaghosa |
| Suttapiṭaka        | Udâna Itivuttaka Vimânavatthu Petavatthu Theragâthâ Therîgâthâ Cariyâpiṭaka | Paramatthadîpanî          | Dhammapâla  |
| Suttapiṭaka        | Jâtaka                                                                      | Jâtaka-aṭṭhavaṇṇanâ       | Buddhaghosa |
| Suttapiṭaka        | Niddesa                                                                     | Saddhammapajjotikâ        | Upasena     |
| Suttapiṭaka        | Paṭisambhidâmagga                                                           | Saddhammappakâsinî        | Mahânâma    |
| Suttapiṭaka        | Apadâna                                                                     | Visuddhajanavilâsinî      | inconnu     |
| Suttapiṭaka        | Buddhavaṁsa                                                                 | Madhuratthavilâsinî       | Buddhadatta |
| Abhidhammapiṭaka   | Dhammasaṅgaṇî                                                               | Atthasâlinî               | Buddhaghosa |
| Abhidhammapiṭaka   | Vibhaṅga                                                                    | Sammohavinodanî           | Buddhaghosa |
| Abhidhammapiṭaka   | Dhâtukathâ Puggalapaññatti Kathâvatthu Yamaka Tikapaṭṭhâna Dukapaṭṭhâna     | Pañcappakaraṇa-atthakathâ | Buddhaghosa |